# Beiratia inornata
Beiratia inornata es un coleóptero de la familia Chrysomelidae.
Fue descrita científicamente por primera vez en 1906 por Martin Jacoby.